# افشار، کابل
افشار یا اوشار یک محله در غرب کابل، پایتخت افغانستان است. بیشتر جمعیت افشار از مردمان قزلباش  میباشد .